# ᶛ
Cette page contient des caractères spéciaux ou non latins. S’ils s’affichent mal (▯, ?, etc.), consultez la page d’aide Unicode.
ᶛ, appelée alpha culbuté en exposant, a cursif culbuté en exposant ou lettre modificative alpha culbuté, est un symbole de systèmes de transcriptions proches de l’alphabet phonétique international. Il est formé de la lettre latine alpha culbuté mise en exposant.

## Utilisation
Avant 1989, l’alpha culbuté en exposant ‹ ᶛ › a été utilisé après le symbole d’une consonne pour indiquer l’articulation secondaire pharyngalisée,,. Depuis 1989, l’alphabet phonétique international utilise le coup de glotte réfléchi en exposant ‹ ˤ › pour indiquer la pharyngalisation, par exemple [tˤ] au lieu de [tᶛ].
Dans certaines variantes de l’alphabet phonétique international non standard, l’alpha culbuté en exposant est utilisé pour représenter des diphtongues. En 1968, Thomas Gay recommande d’utiliser le symbole en exposant pour la deuxième partie mineure des diphtongues.

## Représentations informatiques
La lettre modificative alpha culbuté peut être représenté avec les caractères Unicode suivants (Supplément extensions phonétiques) :
| formes       | représentations | chaînes de caractères | points de code | descriptions                                | note                            |
| ------------ | --------------- | --------------------- | -------------- | ------------------------------------------- | ------------------------------- |
| modificative | ᶛ               | ᶛ                     | U+1D9B         | lettre modificative minuscule alpha culbuté | codé pour le symbole phonétique |